# Szancsal község
Szancsal község (románul: Comuna Sâncel) község Fehér megyében, Romániában. Központja Szancsal, beosztott falvai Küküllőiklód, Pánád.

## Népessége
A 2011-es népszámlálás adatai alapján a község népessége 2411 fő volt.